# Letištní okruh

Letištní okruh schematicky

Letištní okruh je v naprosté většině případů obdélník, na nějž je usměrněn pohyb letadel kolem každého velkého či malého letiště. Důvodem je velká koncentrace letadel v okolí letišť. Okruh – obdélník má ve střední části jedné ze svých delších stran vzletovou a přistávací dráhu (VPD). Z ní letadlo po startu vystoupá do okruhové výšky a točí první zatáčku, obvykle doleva. Na některých letištích může být např. kvůli ochraně obytné zástavby před hlukem stanovena povinnost točit po vzletu pravý okruh, vyhnout se obci apod. S tvarem a směrem zatáčení na okruhu má proto pilot povinnost se před příletem na každé letiště seznámit.
Po první zatáčce letadlo po startu pokračuje po kratší straně obdélníku. Druhou zatáčkou zatočí do tzv. polohy po větru a letí souběžně s VPD proti směru vzletu. Po třetí zatáčce se letadlo nachází v tzv. poloze „base leg“, čtvrtou zatáčkou se dostane zpět do osy VPD, na kterou bude přistávat. Tato část se nazývá finále dráhy.
Letadlo odlétající z letiště se může z okruhu kdykoli odpojit. Přilétající letadlo se může do okruhu zapojit ve kterékoli zatáčce, nebo se může přes střed letiště zapojit do polohy po větru.
Pokud je letadlo vybaveno radiostanicí, je pilot povinen na příslušné frekvenci letiště ohlásit svůj úmysl opustit okruh nebo na okruh vstoupit. Při letu po okruhu se hlásí poloha po větru, base leg a finále.